# Elaver juana
Elaver juana là một loài nhện trong họ Clubionidae.
Loài này thuộc chi Elaver. Elaver juana được Elizabeth Bangs Bryant miêu tả năm 1940.